# ویشس
ویشس (به فرانسوی: Wisches) یک کمون در فرانسه با جمعیت ۲٬۱۸۰ نفر است که در Canton of Schirmeck واقع شده‌است.